# Parascopas
Parascopas is een geslacht van rechtvleugeligen uit de familie veldsprinkhanen (Acrididae). De wetenschappelijke naam van dit geslacht werd voor het eerst geldig gepubliceerd in 1906 door Lawrence Bruner.

## Soorten
Het geslacht Parascopas omvat de volgende soorten:
- Parascopas atratus Ronderos, 1982
- Parascopas brevicauda Ronderos, 1976
- Parascopas cantralli Ronderos, 1976
- Parascopas chapadensis Rehn, 1909
- Parascopas dubius Ronderos, 1982
- Parascopas exertus Ronderos, 1982
- Parascopas falcatus Ronderos, 1982
- Parascopas flavipes Ronderos, 1982
- Parascopas mesai Ronderos, 1982
- Parascopas monnei Ronderos, 1982
- Parascopas obesus Giglio-Tos, 1894
- Parascopas peltarius Ronderos, 1982
- Parascopas robertsi Ronderos, 1976
- Parascopas sanguineus Bruner, 1910
- Parascopas seabrai Ronderos, 1982
- Parascopas similis Ronderos, 1976